# Puntada baixista
Una Patada baixista (en anglès: Bearish Kicking) és un patró d'espelmes japoneses format per dues espelmes que indica un possible canvi de tendència alcista; rep aquesta denominació perquè la segona espelma negra té unes implicacions baixistes tan fortes que és com si els bears haguessin clavat una puntada als bulls. És un fort senyal de canvi de tendència alcista.

## Criteri de reconeixement
1. La tendència prèvia és alcista.
2. Es forma una primera gran espelma blanca, un Marubozu blanc
3. L'endemà s'obra amb un gap baixista
4. Es forma un gran espelma negra, un Marubozu negre

## Explicació
En un context de tendència alcista, la gran espelma blanca sembla indicar que aquesta es mantindrà. Però l'endemà s'obra amb gap baixista, al que segueix, a més a més, una gran espelma negra. La puntada baixista indica que la tendència alcista s'ha acabat i seguirà una baixista.

## Factors importants
Amdues espelmes no tenen ombres, o són pràcticament inexitents (Marubozu blanc i Marubozu negre). És un patró similar al de continuació de tendència baixista anomenat Línies separades baixistes, però en aquest cas hi ha un gap baixista que indica no la continuació, sinó l'inici de la tendència baixista. La fiabilitat d'aquest patró és molt alta, però tot i així es recomana la confirmació l'endemà en forma gap baixita, un trencament de tendència, o una nova espelma negra amb tancament inferior.